# Eva (film 1913)
Eva è un film muto del 1913 diretto da Curt A. Stark.

## Produzione
Il film fu prodotto dalla Messters Projektion GmbH.

## Distribuzione
Distribuito dalla Eclectic Film Company, il film - con il visto di censura No. 13.17 che ne vietava la visione ai minori - fu presentato in prima all'Admiralspalast di Berlino il 22 maggio 1913.
La Pathé Frères importò il film negli Stati Uniti nell'ottobre 1914.